# Mohaállatok
A mohaállatok (Bryozoa) az állatvilág, azon belül az ősszájúak egyik törzse. Régebbi rendszerekben összevonva szerepeltek a csöves tapogatósokkal (Phoronoidea) és a pörgekarúakkal (Brachiopoda) tapogatókoszorúsok törzse (Tentaculata) név alatt. Az újabb kladisztikus, genetikai alapú rendszerek ezt a három osztályt külön törzseknek tekintik. Mintegy 8000 recens faj tartozik ide, de kövületekből ennek sokszorosát ismerjük. Általában tengervízben élnek, csak kb. 50 faj édesvízi – ezen belül Magyarországon tíz fajuk él. A megjelenésük az egészséges ökoszisztéma és a jó vízminőség mutatója.

## Származásuk, elterjedésük
A mohaállatok az ordovíciumban jelentek meg. Legkorábbi alakjaik még nem ismerhetők fel, mivel előfutáraik nem maguk választották ki házuk anyagát, hanem a környező szervetlen anyagokat építették be – ezért csőszerű tokjaikat nehéz megkülönböztetni a csőférgek házaitól. A kambriumból még csak „gyanús” leletek vannak, de az ordovíciumban már fontos zátonyalkotókká váltak. A devonban szerepük alárendelt volt, a karbon időszakban azonban újra felfutottak, és a permre ismét zátonyképzővé váltak. A perm–triász határon másodszor is megritkultak; szerepük a triászban és jurában alárendelt maradt. A krétában aztán néhány nemük annyira elterjedt, hogy a Membranipora és Lunulites maradványai fontos szint- és fáciesjelzők. A harmadidőszakban gyakoriak maradtak.

## Egyedeik és telepeik
Az egyedek apró, legfeljebb 0,5 mm-es állatkák. Többnyire telepesek; egy-egy telepben rengeteg (több ezer) egyed él együtt. Az aktív helyváltoztató mozgásra többnyire képtelenek, szilárdan lenőnek az aljzatra. Egyes primitív alakjaiknak nincs háza; ezek az aljzatba ássák magukat vagy összetapasztott homokból építenek „házat”. A telep egyedeit zooidoknak, (zoidoknak), illetve polipoknak nevezzük, a vázat zoeciumnak (zoóciumnak), a teljes telep a zoarium.
A néhány milliméteres egyedek tulajdonképpeni élő része a polipocska (polypid), aminek hámja kocsonyás tokocskát (cystid) választ ki maga körül; ez elmeszesedve merev tokká alakulhat. Telepeik jelenleg 30 cm körüli méretre nőhetnek, fosszilis telepből 60 cm-es is ismert.

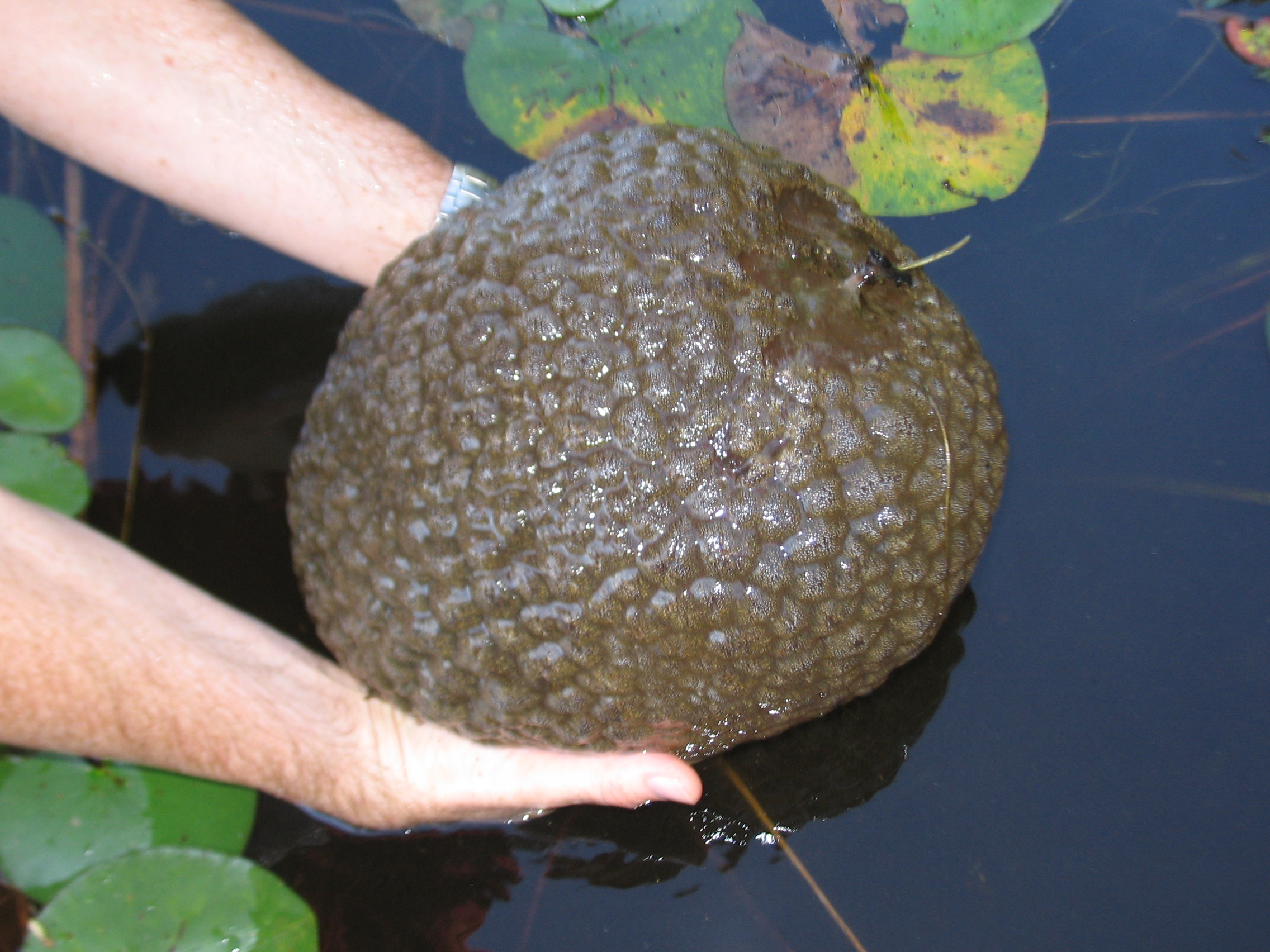
Pectinatella magnifica, Magyarországon a Tisza-tóban felfedezett és nagy számmal előforduló óriás mohaállat

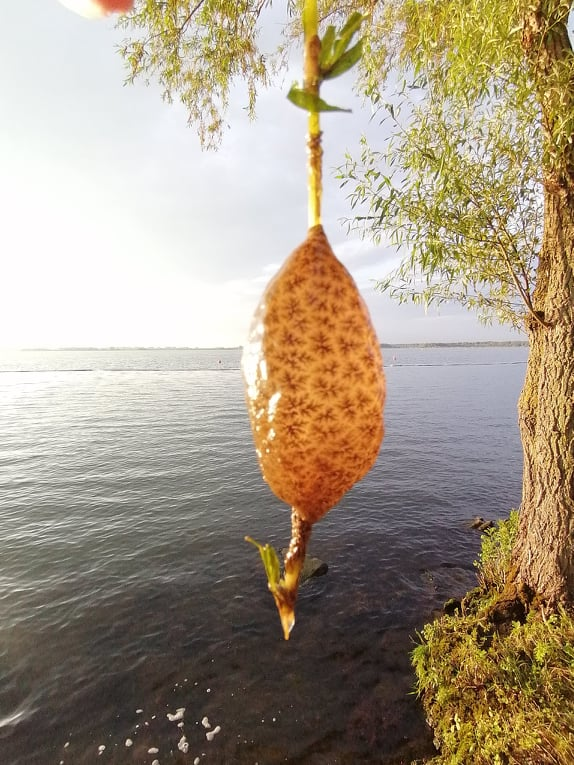
Nagy, nyálkás és kocsonyás kolóniát alkotó édesvizi mohaállatok (Pectinatella magnifica) telepe egy nádszálon

A polip a tok nyílásán dughatja ki tapogatókoszorúját. Egyes fajoknál a toknak fedője is van: ez az operculum, amely lezáródik, ha a polipocska visszahúzódik a tok mélyébe. A tok fala két rétegű:
- a belső egyesíti az ektodermát, a mezodermát és a hozzájuk járuló izomréteget,
- a külső lehet hártyaszerű és hajlékony, kitinszerű vagy kocsonyás. Egyesekbe mész is rakódhat; ettől lesz merev és kemény.

A polip morfológiailag két részből áll: a test elülső része mozgatható, hátsó fele mindig a házban marad. Az elülső rész a tapogatókoszorú, a hátsó a bélcsatorna, közöttük az izmolt tapogatóhüvely. A tapogatókoszorún van a szájnyílás és a végbélnyílás is, emiatt az emésztőrendszer U alakú. Minden egyed hímnős.
Egyes tengeri fajoknál a telepben munkamegosztás alakult ki: egyesek (avicularia egyedek) a védekezésre módosultak, mások a táplálkozásra, megint mások (ovicella egyedek) ivadékgondozásra, migint mások (vibracularia egyedek) a víz áramoltatására. Az aviculariáknak se ivarszerveik nincsenek, se emésztőrendszerük, az egész egyed gyakorlatilag egy csőr és az azt mozgató izmok; fő feladatuk az élősködők megtelepedésének megakadályozása. A munkamegosztás nélküli telepek homomorfak, a munkamegosztásosak polimorfak.

### Kültakarójuk
Egyrétegű hengerhám, a tapogatókon csillós. Ezen át lélegeznek; elkülönült légzőrendszerük nincs.

### Izomzatuk
A izomréteg belül, az ektoderma alatt van. Egyes izmokkal bújnak ki a tokból, illetve húzódnak oda vissza, mások a tapogatókat mozgatják.

### Táplálkozásuk, anyagcseréjük
A szájnyílás a tapogatóhüvely alján foglal helyet, a végbélnyílás pedig a tapogatókoszorún kívül. A szájnyílásnak gyakran fedője is van. A bélcsatornát kötőszöveti szalagok rögzítik a belső réteghez.
A bél és a testfal közötti másodlagos testüreg egészen a tapogatók belsejéig hatol. Az ezt kitöltő folyadék látja el a vér feladatát: ebben jutnak az egyes sejtekhez a megemésztett tápanyagok.
Kiválasztórendszerük nincs. A sejtekben kiválasztott salakanyagok a külvilágba távoznak, tehát kiválasztásuk diffúz.

## Idegrendszerük
Idegrendszerük központja egyetlen, a bélcsatorna kanyarulatában, a nyelőcső mellett elhelyezkedő idegdúc. Belőle egy, a nyelőcsövet körbefogó ideggyűrű indul a bélhez, a tapogatókhoz és a testfalhoz kapcsolódó idegekkel.

## Életmódjuk, élőhelyük
Legtöbbjük sósvízi. A hőmérsékletre nem érzékenyek, de hidegebb vizekben nem szaporodnak olyan jól, mint a trópusokon. Ez mélységi elterjedésüket is befolyásolja: bár 6000 méter mélyen is megélnek, de jellemzően sekélytengeriek, sőt, több földtörténeti korban zátonylakók és zátonyalkotók voltak. 300 méter körül már ritkulnak, 500 méter alatt ritkák. Elsősorban a mésziszapos tengerfeneket kedvelik, így leleteik is általában meszes kőzetekből, mészkőből, mészmárgából, ritkán slírből kerülnek elő.

### Egyedfejlődésük, szaporodásuk
Mind hímnősek. A tengeriek fejlődése átalakulásos, az édesvízi fajoké közvetlen. A tengeriek lárvája a trochophora, aminek több fajtája van. Ivartalanul bimbózással szaporodnak.

## Rendszerezésük
Két osztályuknak mintegy 5000 recens faja ismert.

### Szájfedősök(Phylactolaemata)
Mind édesvíziek. Mint nevük is mutatja, szájnyílásuk fedővel zárható (nem tévesztendő össze a tokfedővel). Telepük egyedeinek testüregei közlekednek egymással. Tokfalukban nem rakódik le mész. Négy családjuk van. Hazánkban gyakori az ágbogas mohaállat (Fredericella sultana), de él még a kérgező mohaállat (Plumatella repens) és a kocsonyás mohaállat (Lophopus crystallinus) is.

### Szájfedő nélküliek(Gymnolaemata)
Igen kevés kivétellel tengeriek. Szájfedőjük nincs. Gyakori az egyedek munkamegosztása. Tokjuk lehet meszes, testüregeik elkülönültek vagy közlekednek. 6 családjuk van. Nálunk is él a télibimbós mohaállat. A Földközi-tengerben is él a magányos, telepet nem alkotó sétáló mohaállat (Monobryozoon ambulans).

## Fosszilis rendszerük
A fosszíliák csak bizonyos szilárd vázelemek alapján különíthetők el, ezért rendszerezésük eltér a recens fajokétól. A szájfedő alakjára utalva általában a Ctenostomata („fésűsszájú mohaállatok”) és Cyclostomata („körszájú mohaállatok”) csoportjait különítik el. Már a devonban megjelentek a Trepostomata („ferdeszájú mohaállatok”) és a Cryptostomata („rejtett szájú mohaállatok”) rendjei is. A ferdeszájúak egyedeinek házai összenőttek, a rejtettszájúak tokjának nyílása pedig egy előkamrába vezet, így igazi szájnyílásuk kívülről nem látható.